# Ereğli Belediye Spor Kulübü
L’Ereğli Belediye Spor Kulübü fu una società pallavolistica femminile, con sede a Ereğli.